# The Songs That Built Rock Tour
The Songs That Built Rock Tour – ósma trasa koncertowa Deep Purple, która się odbyła na przełomie 2011 i 2012 r. W 2011 zespół dał po 16 koncertów w Ameryce Północnej i w Ameryce Południowej oraz 22 w Europie. W 2012 – 19 koncertów w Kanadzie i 28 w Europie.

## Program koncertów
1. "Deep Purple Ouverture"
2. "Highway Star"
3. "Hard Lovin' Man"
4. "Fireball"
5. "Strange Kind of Woman"
6. "Rapture of the Deep"
7. "Woman from Tokyo" lub "Mary Long"
8. "Contact Lost"
9. Guitar Solo
10. "When a Blind Man Cries"
11. "The Well-Dressed Guitar"
12. "The Mule" lub "Knocking at Your Back Door"
13. "Lazy"
14. "Machine Head"
15. "No One Came"
16. Keyboard Solo
17. "Perfect Strangers"
18. "Space Truckin"
19. "Smoke on the Water"

Bisy:
1. "Green Onions" lub "Going Down" lub "Time is Tight" lub "Hush" lub "Knocking at Your Back Door"
2. "Hush" (czasami Ian Paice wplatał w utwór perkusyjne solo)
3. Bass Solo
4. "Black Night"

W europejskiej części trasy w 2012 program koncertów wyglądał inaczej:
1. "Dance of Knight" (odtwarzane z taśmy)
2. "Fireball"
3. "Into the Fire"
4. "Hard Lovin' Man"
5. "Maybe I'm a Leo"
6. "Strange Kind of Woman"
7. "The Battle Rages On"
8. "Contact Lost"
9. Guitar Solo
10. "Wasted Sunsets" lub "Sometimes I Feel Like Screaming" lub "When a Blind Man Cries"
11. "The Well-Dressed Guitar"
12. "The Mule"
13. "Lazy"
14. "No One Came"
15. Keyboard Solo
16. "Perfect Strangers"
17. "Space Truckin"
18. "Smoke on the Water"

Bisy:
1. "Highway Star" (Moskwa i Jekaterynburg)
2. "Speed King" (Europa)
3. "Hush"
4. Bass Solo
5. "Black Night"

## Lista koncertów

### Koncerty w 2011

#### Ameryka Północna
- 3 czerwca – Orillia, Kanada – Casino Rama
- 4 czerwca – Quebec City, Kanada – Agora
- 6 czerwca – Montreal, Kanada – Place des Arts
- 7 czerwca – Boston, Massachusetts, USA – Wang Center
- 8 czerwca – Hartford, Connecticut, USA – Bushnell Center for the Performing Arts
- 10 czerwca – Holmdel Township, New Jersey, USA – PNC Bank Arts Center
- 11 czerwca – Atlantic City, New Jersey, USA – Tropicana Casino & Resort Atlantic City
- 12 czerwca – Bethel, Nowy Jork, USA – Bethel Performing Arts Centre
- 14 i 15 czerwca – New York City, Nowy Jork, USA – Beacon Theatre
- 17 czerwca – Detroit, Michigan, USA – Fox Theatre
- 18 czerwca – Highland Park, Illinois, USA – Ravinia Park
- 19 czerwca – Minneapolis, Minnesota, USA – Orpheum Theatre
- 23 czerwca – Paradise, Nevada, USA – Palms Casino Resort
- 24 czerwca – Los Angeles, Kalifornia, USA – Greek Theatre
- 25 czerwca – Concrod, Kalifornia, USA – Concord Pavillion

#### Ameryka Południowa
- 4 października – Belém, Brazylia – Cidade Folia
- 7 października – Fortalez, Brazylia – Siara
- 8 października – Nova Odessa, Brazylia – Expo America
- 10 października – São Paulo, Brazylia – Via Funchal
- 11 października – Belo Horizonte, Brazylia – Chevrolet Hall
- 12 października – Curitiba, Brazylia – Teatro Positivo
- 14 października – Rosario, Argentyna – Metropolitano
- 15 i 16 października – Buenos Aires, Argentyna – Luna Park
- 18 października – Córdoba, Argentyna – Orfeo Superdomo
- 19 października – Mendoza, Argentyna – Auditorio Angel Bustelo
- 21 października – Santiago, Chile – Movistar Arena
- 22 października – Viña del Mar, Chile – Quinta Vegara Amphitheater
- 23 października – Temuco, Chile – Gimnasio Olimpico UFRO
- 25 października – Concepción, Chile – Coliseo Monumental La Tortuga
- 28 października – Quito, Ekwador – Agora

#### Europa
- 26 listopada – Glasgow, Szkocja – Scottish Exhibition and Conference Centre
- 27 listopada – Birmingham, Anglia – LG Arena
- 29 listopada – Manchester, Anglia – Manchester Evening News Arena
- 30 listopada – Londyn, Anglia – O2 Arena
- 2 grudnia – Arnhem, Holandia – GelreDome
- 3 grudnia – Halle, Niemcy – Gerry Weber Stadion
- 4 grudnia – Schwerin, Niemcy – Sport- und Kongreshalle
- 7 grudnia – Helsinki, Finlandia – Hartwall Arena
- 9 grudnia – Sztokholm, Szwecja – Hovet
- 10 grudnia – Göteborg, Szwecja – Scandinavium
- 13 grudnia – Oslo, Norwegia – Oslo Spektrum
- 15 grudnia – Horsens, Dania – Forum Horsens

### Koncerty w 2012

#### Kanada
- 2 lutego – St. John’s, Mile One Stadium
- 4 lutego – Moncton, Moncton Casino
- 5 lutego – Halifax, Halifax Metro Centre
- 6 lutego – Moncton, Moncton Casino
- 8 lutego – Ottawa, Ottawa Civic Centre
- 9 lutego – Kingston, K-Rock Centre
- 11 lutego – London, John Labatt Centre
- 12 lutego – Toronto, Massey Hall
- 13 lutego – Hamilton, Hamilton Place Theatre
- 15 lutego – Winnipeg, MTS Centre
- 16 lutego – Regina, Brandt Centre
- 17 lutego – Saskatoon, TCU Place
- 19 lutego – Calgary, Southern Alberta Jubilee Auditorium
- 21 lutego – Edmonton, Rexall Place
- 23 lutego – Prince George, CN Centre
- 25 lutego – Victoria, Save-On-Foods Memorial Centre
- 26 lutego – Vancouver, Queen Elizabeth Theatre

#### Europa
- 24 października – Jekaterynburg, Rosja – DIVS Arena
- 27 października – Sankt Petersburg, Rosja – Ice Palace
- 28 października – Moskwa, Rosja – Olympic Stadium
- 30 października – Krasnodar, Rosja – Krasnodar Arena
- 2 listopada – Kijów, Ukraina – Sports Palace
- 8 listopada – Esch-sur-Alzette, Luksemburg – Rockhal
- 9 listopada – Grenoble, Francja – Palais des Sports
- 11 listopada – Saint-Herblain, Francja – Le Zénith
- 12 listopada – Caen, Francja – Le Zénith
- 13 listopada – Paryż, Francja – Zénith de Paris
- 15 listopada – Kolonia, Niemcy – Lanxess Arena
- 16 listopada – Brema, Niemcy – Halle 7
- 17 listopada – Hanower, Niemcy – AWD Hall
- 20 listopada – Kiel, Niemcy – Sparkassen-Arena
- 22 listopada – Frankfurt, Niemcy – Festhalle Frankfurt
- 23 listopada – Oberhausen, Niemcy – König Pilsener Arena
- 24 listopada – Hamburg, Niemcy – O2 World
- 26 listopada – Lipsk, Niemcy – Arena Leipzig
- 27 listopada – Berlin, Niemcy – O2 World
- 29 listopada – Augsburg, Niemcy – Schwabenhalle
- 30 listopada – Monachium, Niemcy – Olympiahalle
- 1 grudnia – Stuttgart, Niemcy – Hanns-Martin-Schleyer-Halle
- 3 grudnia – Bruksela, Belgia – Forest National
- 4 grudnia – Amsterdam, Holandia – Ziggo Dome
- 6 grudnia – Toulouse, Francja – Le Zénith
- 7 grudnia – Mâcon, Francja – Le Spot
- 8 grudnia – Berno, Szwajcaria – Bern Expo
- 10 grudnia – Clermont-Ferrance, Francja – Le Zénith